# Fatty som Postbud
Fatty som Postbud er en amerikansk stumfilm fra 1919 af Roscoe Arbuckle.

## Medvirkende
- Roscoe "Fatty" Arbuckle
- Buster Keaton
- Molly Malone
- Jack Coogan